# Mamercus Aemilius
Mamercus Aemilius war ein Politiker der Römischen Republik aus der gens Aemilia. Er bekleidete in den 30er Jahren des 5. Jahrhunderts v. Chr. verschiedene hohe Ämter.
Livius charakterisiert Mamercus Aemilius als „ein[en] Mann von höchster Würde“ (vir summae dignitatis), der im Jahr 438 v. Chr. zum Militärtribun mit konsularischer Gewalt gewählt wurde. Im folgenden Jahr amtierte Aemilius als Diktator (dictator rei gerundae causa) und befehligte Zweiten Krieg Roms gegen Veji gegen die Einwohner von Veii und Fidenae. Nach dem Sieg hielt er einen Triumphzug ab.
Ein zweites Mal wurde Aemilius 434 v. Chr. als Diktator eingesetzt, um gesetzliche Bestimmungen für die zehn Jahre zuvor eingeführte Censur festzulegen. Er setzte die maximale Amtsdauer von fünf Jahren auf 18 Monate herab und wurde dafür von den späteren Censoren unter die Aerarier versetzt (das heißt, er musste höhere Steuern zahlen). Für das Jahr 426 v. Chr. überliefert Livius eine dritte Diktatur des Mamercus Aemilius, während der er die Stadt Fidenae erneut besiegt und einen weiteren Triumphzug geführt haben soll. Diese Nachricht wird von der Forschung als fiktiv angesehen.
Sein vollständiger Name lautet nach der Überlieferung bei Livius Mamercus Aemilius M. f. Spätere Überlieferungen schreiben ihm das Cognomen Mamercinus oder Macerinus zu, das jedoch nicht bezeugt ist. Diodor gibt seinen Vornamen abweichend als Manius an.